# Karel Sabbe
Karel Sabbe (Waregem, 1989 –) belga fogorvos és ultrafutó. Sabbe nem profi sportoló, ám többször is felállította kiemelkedő pályák sebességrekordját, és olyan elit versenyeket teljesített, mint például a Barkley Marathons.

## Élete
Karel Sabbe professzionális fogorvos. Diákkorában főleg futballozott és teniszezett. 2014-ben futotta le első maratonját. Futóelőélet nélkül vett részt az új-zélandi Coast to Coast versenyen, amely 36 km-es terepfutásból, 67 km-es kajakozásból és 140 km-es kerékpározásból állt.
Ezt követte a Marathon des Sables (2016) a Pacific Crest Trailre (2016) készülve, ahol 1200 induló közül a 38. helyen végzett. Végül 52 nap alatt ért célba a 4300 km hosszú Pacific Crest Trailen, ezzel letaszította a trónról a világcsúcstartó Joe McConaughyt. Több mint 4 nappal megdöntötte az Appalache Trail (2018) rekordját is, amelyet korábban szintén Joe McConaughy tartott. A túra 41 napig tartott. Mindkét rekord kapcsán szerepel a Guinness Rekordok Könyvében.
2020 nyarán rekorder lett az Alta Via 2-n az olasz Dolomitokban. Októberben világbajnok lett a Big's Backyard Ultra-n 75 körös új világcsúccsal (502 km 75 óra alatt).
2021 nyarán felállította az új sebességi rekordot a Via Alpinán, az Alpokon átívelő hosszú távú túraútvonalon. 30 nap 8 óra 40 perc alatt tette meg a hálózat leghosszabb (piros) nyomvonalát.
2023-ban Sabbe lett a 17. ember, aki teljesítette a Barkley Marathonst. Kevesebb mint hat és fél perccel az időkorlát előtt ért célba, így ő tartja a pályát leglassabban teljesítő személy jelenlegi rekordját.
Gent városában egy dombot neveztek el róla (a Karel Sabbeberget), miután Sabbe ezerszer megmászta a dombot edzése keretében.

## Rekordok
- 2016 – A leggyorsabb ismert idő (FKT) a Pacific Crest Trailen
- 2018 – FKT az Appalache Trailen [8][9]
- 2020 – Big's Backyard Ultra világbajnok (új világrekord – 75 kör, összesen 502 km)[10]
- 2021 – FKT a Via Alpina piros ösvényen[11]
- 2023 – Újra a leggyorsabb ismert idő csúcstartója a Pacific Crest Trailen[12]